# Lamothe, Landes
Lamothe (gaskonsko La Mòta) je naselje in občina v francoskem departmaju Landes regije Akvitanije. Naselje je leta 2009 imelo 293 prebivalcev.

## Geografija
Kraj leži v pokrajini Gaskonji 20 km jugozahodno od Mont-de-Marsana.

## Uprava
Občina Lamothe skupaj s sosednjimi občinami Audon, Carcarès-Sainte-Croix, Gouts, Le Leuy, Meilhan, Souprosse in Tartas (del) sestavlja kanton Tartas-vzhod s sedežem v Tartasu. Kanton je sestavni del okrožja Dax.

## Zanimivosti
- cerkev sv. Hipolita;